# Odontodes costifusca
Odontodes costifusca är en fjärilsart som beskrevs av Embrik Strand 1917. Odontodes costifusca ingår i släktet Odontodes och familjen nattflyn. Inga underarter finns listade i Catalogue of Life.